# Alter Fajnzylberg
Alter Fajnzylberg (dont le nom est orthographié différemment selon les sources), né le 23 octobre 1911 à Stoczek Łukowski (Pologne) et mort le 20 septembre 1987 à Paris 10e,, est un militant juif communiste engagé dans les Brigades internationales pendant la guerre civile espagnole, un membre des Sonderkommando et un résistant à Auschwitz, et un témoin au procès d'Auschwitz à Cracovie en 1947.

## Biographie

### La jeunesse d'un révolutionnaire communiste polonais
Alter Fajnzylberg est né le 23 octobre 1911 à Stoczek en Pologne dans une famille juive nombreuse et très pauvre. Il passe son enfance et son adolescence à Otwock, une petite ville située non loin de Varsovie. Il ne fréquente pas l'école et devient apprenti menuisier à 15 ans. Membre du parti communiste polonais, il est arrêté en 1926 pour avoir fait grève puis à d'autres reprises pour son activisme : il passe ainsi plusieurs années en prison.

### En Espagne et en France
En 1937, il parvient à quitter la Pologne pour se battre aux côtés des Républicains durant la guerre d'Espagne. Il intègre le bataillon Dombrowski sous le commandement d'Emanuel Mink, et en devient le commissaire politique. À la chute de Barcelone, en février 1939, il quitte l'Espagne, pour la France.
Là, il est enfermé successivement dans les camps de Saint-Cyprien, où les conditions de détention sont extrêmement dures, Gurs et Argelès-sur-Mer. Il parvient à s'évader le 23 mars 1941, avant d'être arrêté en avril de la même année. Il se porte alors volontaire pour partir travailler en Allemagne, mais il est envoyé dans le Morbihan où il travaille pour l'organisation Todt. Un ouvrier polonais du chantier, qui a découvert qu'il était juif (ce qu'il avait réussi à cacher jusque là), menace de le dénoncer : il est obligé de s'enfuir. Il se retrouve à Paris sans papiers et sans parler français. Il est arrêté en septembre 1941 par des policiers français avec une autre camarade juif, avant que la résistance communiste n'ait eu le temps de lui fournir des faux papiers. Lors de son arrestation il donne une fausse identité, Stanislaw Jankowski (un nom très courant en Pologne, et le nom d'un autre combattant des Brigades internationales, né en 1906). Il est malgré tout reconnu comme juif et envoyé à Drancy.

### La déportation à Auschwitz
À Drancy, Alter Fajnzylberg rencontre un autre combattant juif des brigades internationales, David Szmulewski. Les conditions de vie y sont particulièrement dures. Les internés souffrent de la faim ; et des Juifs, anciens combattants républicains en Espagne, sont sélectionnés à deux reprises pour être fusillés comme otages. Alter Fajnzylberg se porte donc volontaire pour partir travailler en Allemagne. Il est transféré au camp de Royallieu où les conditions ne sont pas meilleures, puis de là, il est déporté par le convoi n° 1 du 27 mars 1942 pour Auschwitz, sous sa fausse idendité Stanislaw Jankowski. À l'arrivée, il n'y a aucune « sélection ». Il passe cinq semaines à Birkenau dans des conditions épouvantables à travailler à la construction du camp, puis il est transféré à Auschwitz I où il travaille comme menuisier. On lui tatoue le matricule 27675. Très affaibli, il passe cinq semaines à l'infirmerie du camp.
En novembre 1942, il se porte volontaire pour partir travailler dans une usine de chaussures, mais se retrouve affecté au Sonderkommando. Il est chargé de brûler les corps des Juifs au Krematorium I du camp principal. Il y reste jusqu'en juillet 1943, date de fermeture de ce Krematorium. Il est alors transféré à Birkenau où il travaille aux Krematorium. Il parvient à échapper aux sélections qui éliminent régulièrement les membres des Sonderkommando. Avec d'autres hommes des Sonderkommando, entre autres Shlomo Dragon, le frère de ce dernier, et Alberto Errera, il s'engage dans la résistance. Il fait partie du petit groupe de déportés qui a organisé la prise de quatre photos de la crémation des corps et du déshabillage de femmes avant leur probable entrée dans une chambre à gaz. L'appareil photo, certainement trouvé parmi les biens des Juifs entreposés au « Kanada », est acheminé par David Szmulewski et Alter Fajnzylberg jusqu'aux Krematorium. Selon Shlomo Venezia, il fait partie des organisateurs de la révolte du Sonderkommando d'octobre 1944, notamment en ramenant de la poudre d'explosif du camp des femmes. Lors de l'évacuation du camp en janvier 1945, il parvient à s'évader. Il est nourri par des paysans polonais pendant plusieurs semaines. Vers la fin de la guerre, il est repris par les Allemands qui, ignorant son origine juive, l'obligent à creuser des fossés anti-char.

### Après-guerre
Dès avril 1945, il témoigne devant une commission polonaise sur les crimes nazis. Son témoignage sera utilisé lors du procès de Rudolf Höss en 1946 et au procès d'Auschwitz en 1947.
Après-guerre, Alter Fajnzylberg s'installe en France où son fils Roger Fajnzylberg nait en 1947. Il consigne ses souvenirs de déportation en polonais dans quatre carnets qui ne seront publiés qu'après sa mort en 2016. Il finit par abandonner toute activité politique mais reste communiste. Il retourne à Auschwitz en 1985 où son témoignage oral est consigné par les archivistes du camp. Il meurt à Paris le 20 septembre 1987.

## Publications
- Les cahiers d'Alter, ce que j'ai vu d'Auschwitz, Seuil, 2024 avec reproduction des quatre carnets originaux écrits en polonais[8]
- Les cahiers d'Alter Fajnzylberg, ce que j'ai vu d'Auschwitz, Des Rosiers, 2016.
- Des voix sous la cendre, Calmann-Lévy, 2005 ; Le Livre de Poche, 2008 ; publication de son témoignage au procès d'Auschwitz de 1947 (pp. 304 à 330 dans l'édition du Livre de Poche).